# Coleophora arctostaphyli
Coleophora arctostaphyli é uma espécie de mariposa do gênero Coleophora pertencente à família Coleophoridae.